# 棕夜鷺
棕夜鷺是一種屬於鷺科（Ardeidae）夜鷺屬（Nycticorax）的鷺鳥。主要是夜行性，可見於多種棲地，包括森林、草地、海岸、珊瑚礁、沼澤地、草原和濕地。該物種長度為55到65厘米，上半身呈豐富的肉桂色，下半身為白色。棕夜鷺的種群數量穩定，被國際自然保護聯盟（IUCN）列為無危物種。

## 分類
棕夜鷺於1789年由德國博物學家約翰·弗里德里希·格梅林在他修訂和擴展的卡爾·林奈的Systema Naturae中正式描述。他將其與鷺、鶴和鸛一起歸入蒼鷺屬（Ardea），並創造了二名名稱Ardea caledonica。格梅林基於1875年英國鳥類學家約翰·萊瑟姆在他的多卷作品《A General Synopsis of Birds》中描述的“卡爾多尼亞夜鷺”進行描述。該鷺於1774年9月在詹姆斯·庫克船長的詹姆士·庫克的第二次探險期間在新喀里多尼亞島上被觀察到。隨行的博物學家約翰·賴因霍爾德·福斯特為萊瑟姆提供了該物種的描述。棕夜鷺現在被歸入1817年由英國博物學家托馬斯·福斯特為黑冠夜鷺引入的夜鷺屬（Nycticorax）。其名稱nycticorax源自古希臘語，結合了nux，nuktos意為“夜”，和korax意為“烏鴉”。這個詞曾被亞里士多德和米利都的赫西基俄斯等作者用來指代一種“厄運之鳥”，可能是一種貓頭鷹。該詞在1555年被瑞士博物學家康拉德·格斯納使用，隨後被其他作者用來指代黑冠夜鷺。該物種的普通名稱中的“nankeen”在劍橋詞典中被定義為“一種淡黃色的棉布，最早來自中國”。這個詞起源於南京，即該材料最初製造的地方。在該物種的另一名稱“赤褐夜鷺”中，“rufous”指的是紅褐色，更準確地描述了該鳥的羽毛顏色。這個名稱在新幾內亞和華萊士區等地區廣泛使用。
六個亞種被認可：
- N. c. crassirostris Vigors，1839年 - 小笠原群島（日本東部）
- N. c. manillensis Vigors，1831年 - 菲律賓和北婆羅洲
- N. c. australasiae（Vieillot，1823年） - 爪哇東至新幾內亞，西北俾斯麥群島，澳大利亞和新西蘭
- N. c. pelewensis Mathews，1926年 - 帛琉和加羅林群島（南密克羅尼西亞）
- N. c. caledonicus（Gmelin，1789年） - 大地（新喀里多尼亞）
- N. c. mandibularis  Ogilvie-Grant，1888年 - 東俾斯麥群島和所羅門群島，不包括泰莫圖省（聖克魯斯群島；東南所羅門群島）

## 描述
棕夜鷺是中型鷺鳥。成年雄鳥長度為55到65厘米，而雌鳥略小，長度為55到60厘米。其重量範圍為810克到1014克，翼展範圍為95到105厘米。除了雌鳥在大多數測量中較小外，棕夜鷺的性別在外觀上相似。
棕夜鷺有一個粗重的黑色喙，其長度與頭部相近。 臉部呈白色，帶有肉桂色調，繁殖期的成鳥後頸和頭頂為灰黑色。 在繁殖季節，頭頂通常會有兩到三根細長的白色羽毛，向下延伸至脖子。 這些羽毛在新長出時會有黑色的尖端。 棕夜鷺的上半身呈豐富的栗色，繁殖季節顏色更為鮮豔。 下半身為白色，脖子和上胸部顏色逐漸從栗色過渡到白色。 鳥的背部、尾部和上翼呈豐富的紅褐色。虹膜為稻草黃色，在繁殖季節可能帶有橙色調，而腿和腳則為奶油黃色。 它們的腿相對於其他鷺鳥較短， 在求偶和早期繁殖期間，腿部會變成亮粉色。

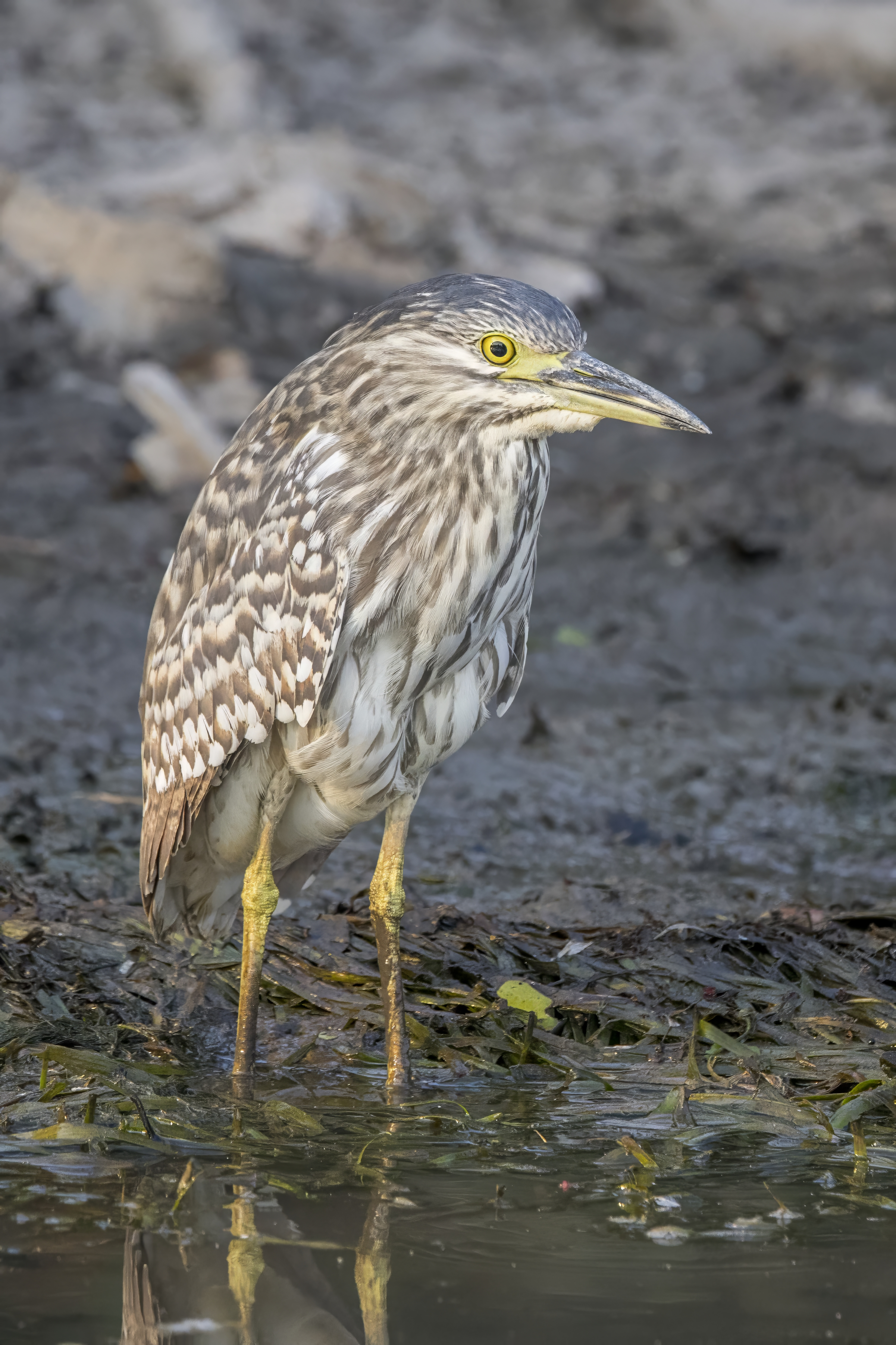
N. c. australasiae 亞成鳥

幼鳥的棕夜鷺外觀與成鳥非常不同，頭頂和後頸呈黑褐色，並帶有米色條紋。 上喉和下巴為白色，脖子的其餘部分有大量的褐色條紋。 幼鳥的尾巴為紅褐色，腿和腳為青綠色到橄欖灰色，喙為暗橄欖黃色，尖端帶有黑色。 棕夜鷺的雛鳥背部覆蓋著深棕色的絨羽，下側為白色。它們的喙為奶油色，邊緣為深灰色，腿部為橄欖色。

### 聲音
成年雄性棕夜鷺在夜間離開棲地時會發出qu-arck聲音，而雌鳥和幼鳥會發出較高音調的qu-ook聲音。 當棲地受到驚擾時，鷺會發出短促而深沉的quock聲音。 棕夜鷺在飛行時會發出嘶啞的、低沉的quok聲音，在群體覓食時會發出刺耳的叫聲。 當受到威脅時，棕夜鷺會發出rok聲音，並在群體中使用此聲音。 棕夜鷺的雛鳥在最初的兩週內，為了吸引父母的注意以獲取食物，會發出kak-kakkak聲音進行乞食。它們在爭吵時也會發出尖叫聲。 離巢後，在仍無飛行能力的時期，年幼的棕夜鷺在受到驚嚇時會發出嘈雜的高音尖叫聲。

## 分佈和棲地
棕夜鷺分佈廣泛，見於澳大利亞、新西蘭、菲律賓、巴布亞新幾內亞、所羅門群島、爪哇、新喀里多尼亞、帛琉和加羅林群島、密克羅尼西亞聯邦。 它們原產於澳大利亞，在該國大部分地區廣泛分佈，除了西部地區，該地區少見或缺乏。 棕夜鷺有六個亞種，包括博寧島夜鷺（Nycticorax caledonicus crassirostris）。這一亞種曾是小笠原群島（日本）的地方特有種，但自19世紀末以來已滅絕。
棕夜鷺棲息於多種環境，包括草原、草地、森林、潟湖、海灘、珊瑚礁、沼澤、岸邊、濕地和沼澤地。它們最常見於河流和溪流附近。 該物種在永久水源附近時，偏好有突出植被的棲地。 棕夜鷺主要是夜行性動物，因此白天會在樹叢、灌木和蘆葦的濃密覆蓋下棲息。 在更暴露的環境中，它們也會棲息於枯樹上。 在城市地區，棕夜鷺偏好在柏樹和松樹等樹木中築巢和棲息。 它們也居住在城市濕地、乾燥的田地、花園、池塘、機場和公園中。

## 行為
棕夜鷺幾乎完全是夜行性動物。它們傾向於在日落後不久離開棲地，並在黃昏到黎明之間最為活躍。 它們在一般情況下很警覺，包括在棲息時，但在覓食時可能會受到捕食者的威脅。 然而，該物種保持穩定且廣泛分佈，當前沒有保護措施。
在澳大利亞，成年棕夜鷺被觀察到是部分遷徙性的，在冬季和重大事件如洪水和降雨時會遷徙。 定期根據季節變化遷徙的種群通常向北移動，最遠可達巴布亞新幾內亞，但有些也會到達新西蘭，以及太平洋島嶼如聖誕島、豪勳爵島和科科斯（基林）群島。 其他棕夜鷺種群被分類為定居性，幾乎不遷徙。
面對威脅時，雄性棕夜鷺會完全豎立起來，發出刺耳的聲音或喀嚓喀嚓地咬喙，以示威脅。 當對手靠近時，雄性棕夜鷺的爭鬥行為包括指向和喀嚓喀嚓地咬喙，並揮舞其翅膀，同時蹲下並盯著對手。沒有記錄到雌性棕夜鷺的爭鬥行為。

## 繁殖
棕夜鷺的繁殖可以全年進行，但主要的繁殖季節在澳大利亞是從十月到五月，在爪哇是從二月到六月，而在菲律賓是從二月到五月。 該物種的繁殖時間在很大程度上取決於覓食條件，如食物的可獲得性。 棕夜鷺通常在茂密的樹林中築巢，但也會在沼澤和濕地中築巢。在沒有植被的地區，該物種還可以在洞穴和岩石懸垂下築巢。 它們經常在大型混合種群的群落中繁殖，這些群落中可以包括朱鷺、鸕鶿、鷺科的其他物種和琵鷺。
棕夜鷺的巢是用樹枝鬆散地構築而成的。 這些巢通常直徑20–30厘米，高度3–4厘米，剛好能容納一窩蛋。 在地面上構築的巢可能僅僅是由樹枝圍成的一圈，以防止蛋滾走。 樹枝由雄鳥收集，而雌鳥則在巢中排列它們。 築巢可能會在白天和夜間進行。
該物種的蛋呈淡綠藍色，每窩有兩到五顆蛋。蛋的平均尺寸為長51.50毫米，寬37.20毫米。 孵化通常持續21天，雙親共同孵化並照顧幼鳥。 棕夜鷺的雛鳥是晚熟性的，在出生後約六到七週內飛行。 雛鳥對所有接近巢穴的成鳥，包括雙親，都會表現出攻擊性。 它們可能在大約兩週後離巢，並返回接受餵食。 在孵化後的第三週，它們會在巢外被餵食。

## 飲食和覓食
棕夜鷺的主要食物包括水生動物，如淡水無脊椎動物、小龍蝦、海龜幼龜、螃蟹和魚類，如蚊魚和鯉魚。 其中，小龍蝦似乎是主要的獵物。 其他獵物包括青蛙、蜥蜴、老鼠，以及昆蟲如蟋蟀、水甲蟲、螞蟻、黃蜂、毛毛蟲和蜻蜓幼蟲。
棕夜鷺的雛鳥在孵化後幾小時內就開始乞食。 最初，它們被餵食液體食物，幾天後開始提供半固體食物。 幼鳥最初從口對口餵食，後來由成鳥反芻到巢中餵食。
棕夜鷺主要在夜間和早晨覓食。 它們典型的覓食行為包括緩慢行走，觀察淺水中的獵物。 然而，它們也可以通過從棲木上俯衝到深水中覓食。 雖然主要是夜行性動物，該物種在繁殖季節期間也在白天覓食，以確保幼鳥有足夠的食物。

## 保護狀況
棕夜鷺未被IUCN紅色名錄評估為易危物種，因為它不符合任何標準。 該物種被評估為穩定，因為其種群趨勢波動但未下降，種群數量非常大，分佈範圍極其廣泛，估計分佈範圍達31,600,000平方公里。IUCN紅色名錄指出，基於這些原因，棕夜鷺被評估為無危物種。

## 圖庫

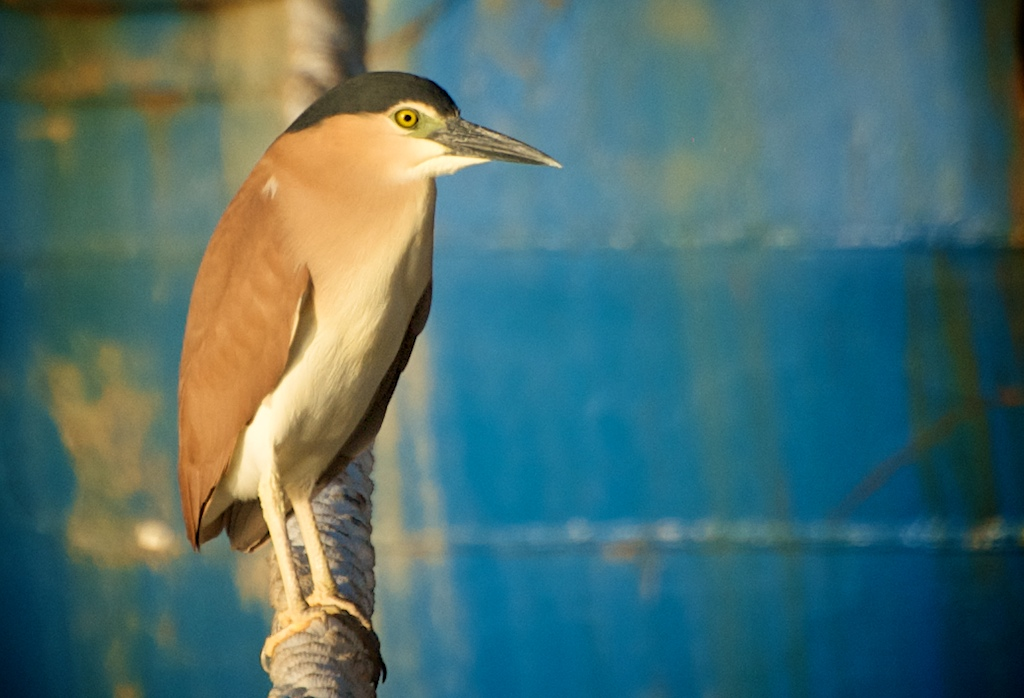
成鳥 攝於弗里曼特爾港
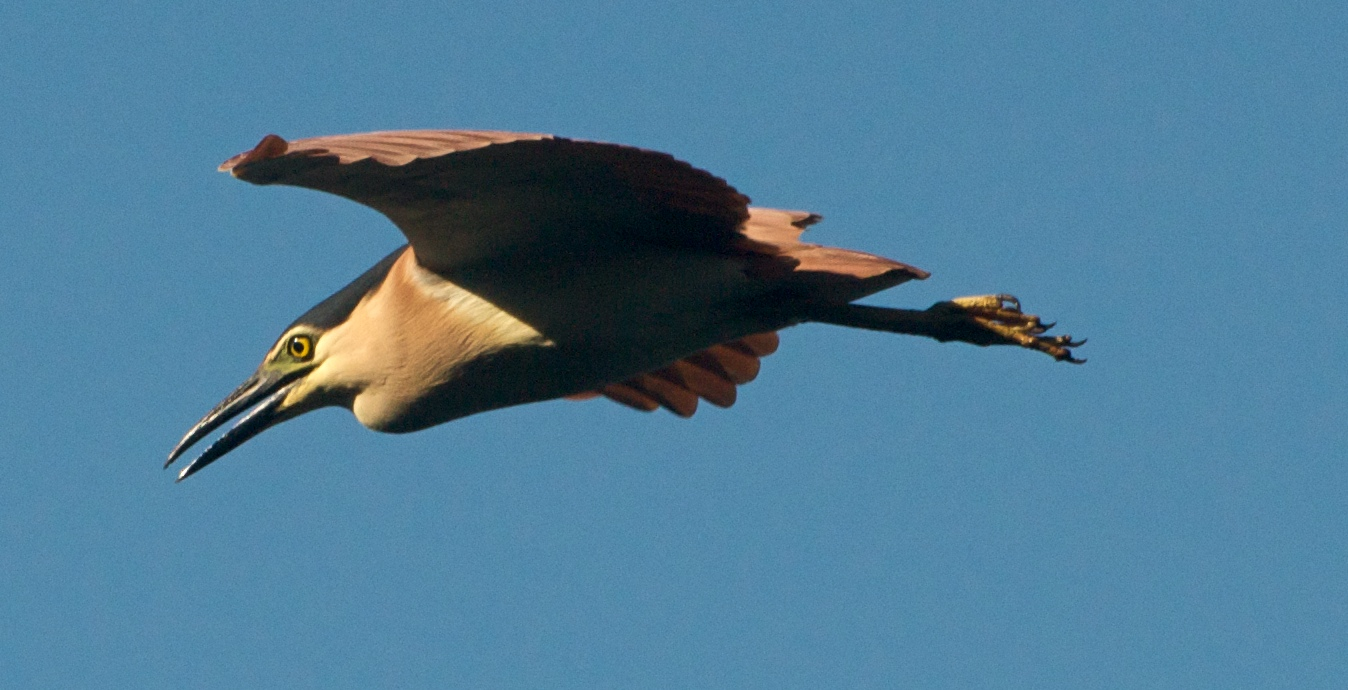
飛行中的成鳥 攝於蒙格湖
- 成鳥 攝於 薩姆森韋爾公墓, 昆士蘭東南部
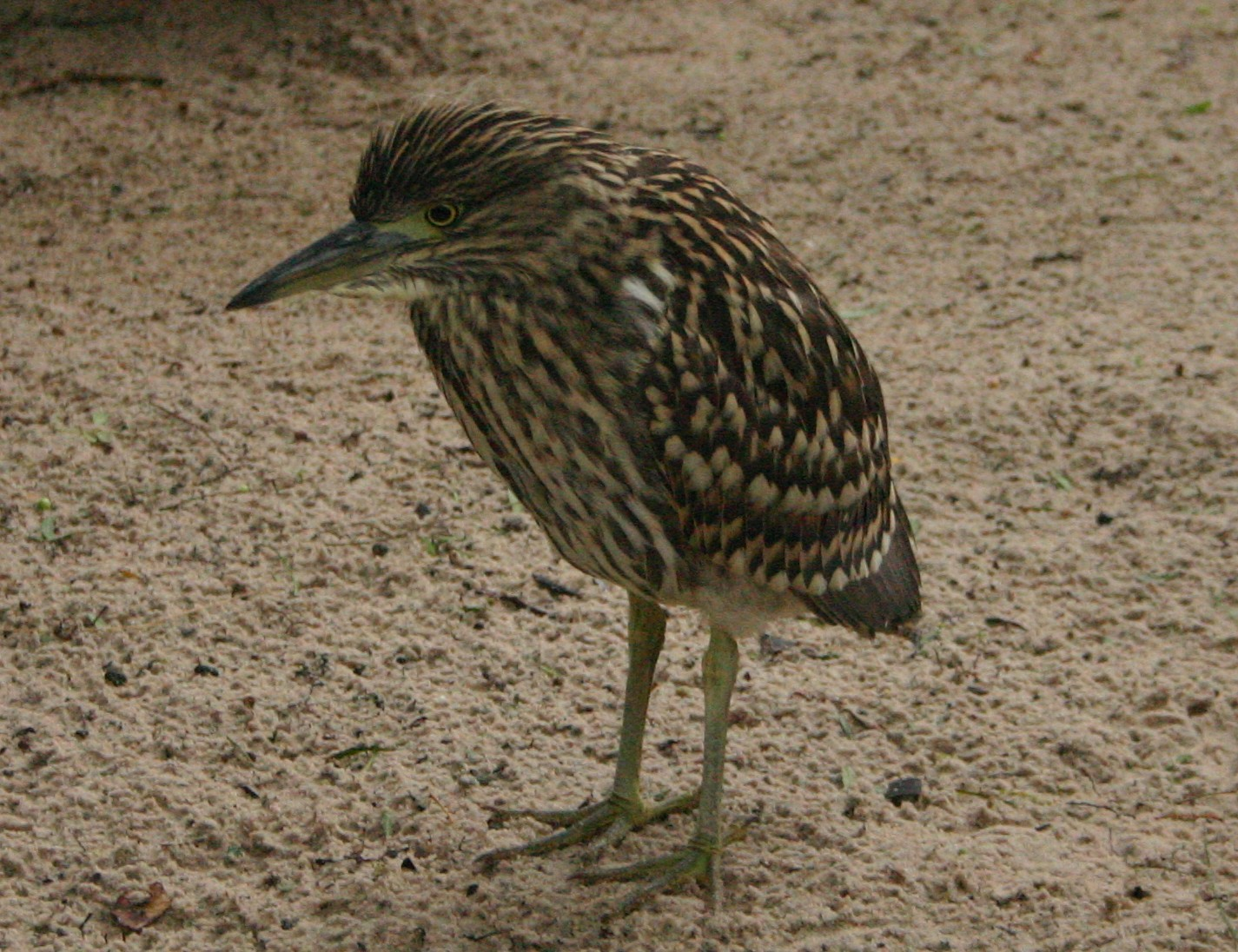
亞成鳥造訪 小藍企鵝 圍欄, 墨爾本動物園
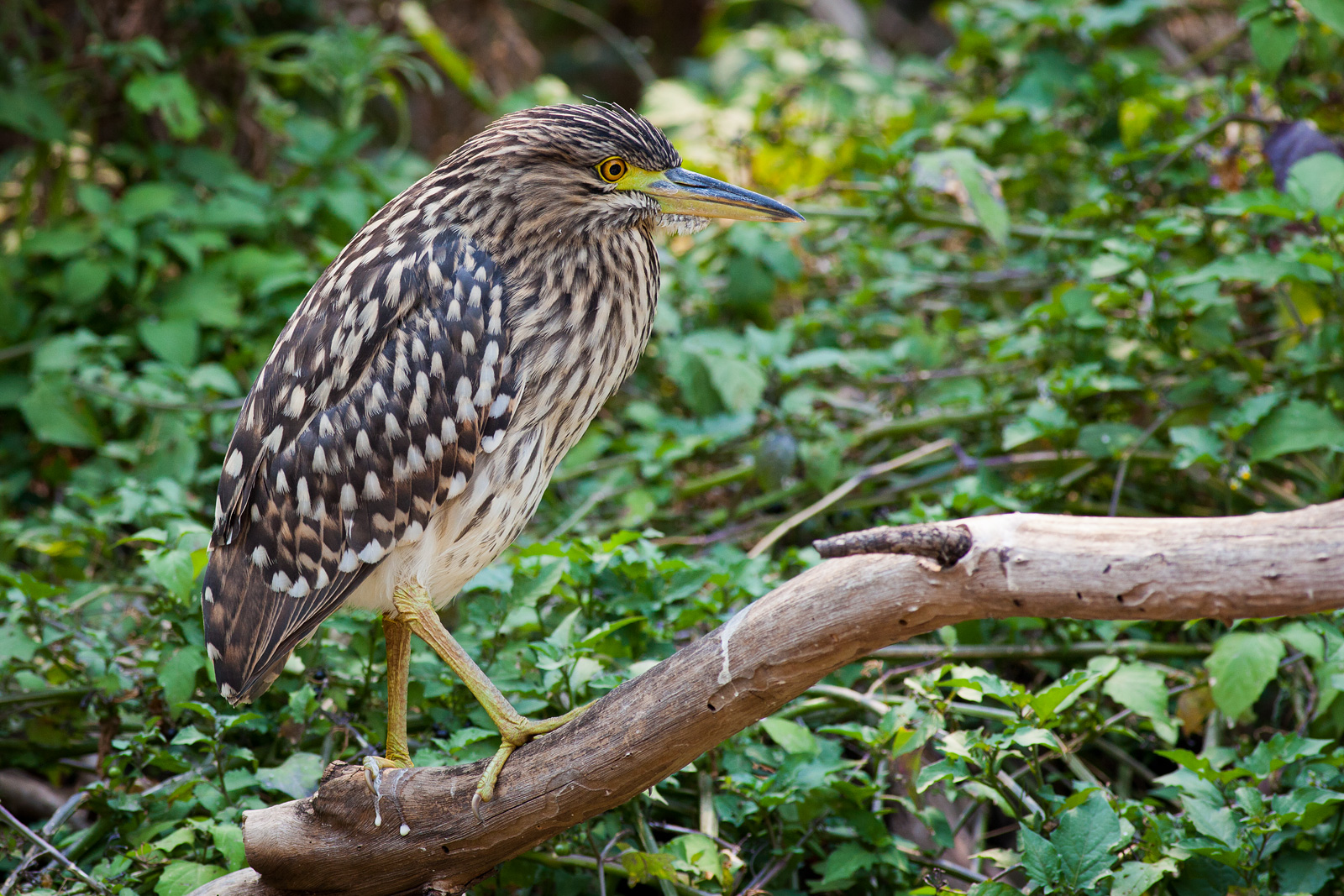
亞成鳥棲息在倒下的樹上
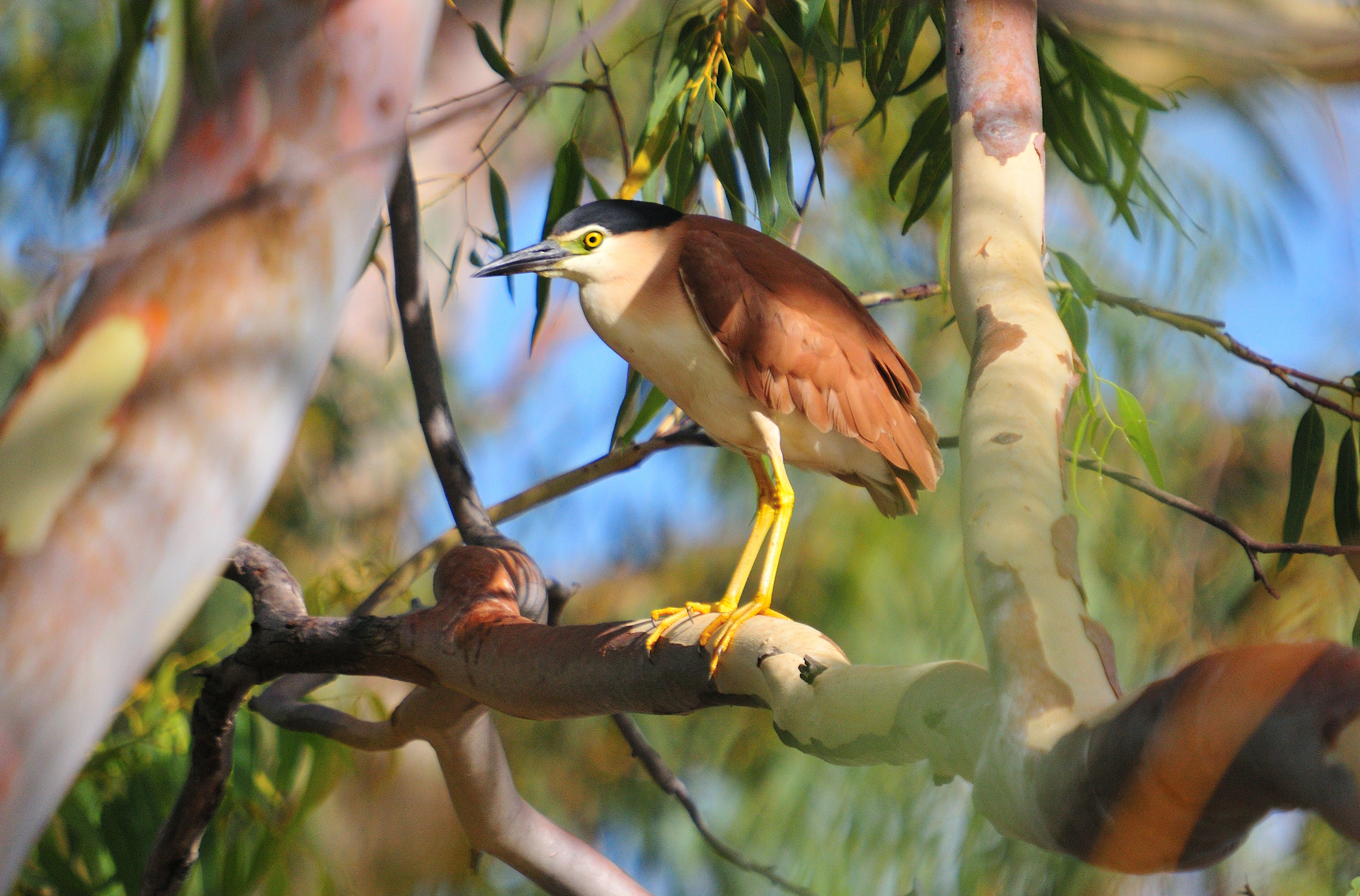
棕夜鷺 (Nycticorax caledonicus)

## 外部連結
- 维基共享资源上的相關多媒體資源：棕夜鷺
- 維基物種上的相關：棕夜鷺